# توسگ
توسِگ (به مجاری:  Tószeg) یک سکونتگاه مسکونی در مجارستان است که در یاس-نادی‌کون-سولنوک واقع شده‌است.